# Дорт-Оба
Дорт-Оба (інша назва Пастака, від прізвища караїма — володаря землі) — скіфський курган висотою 5 м, один з двох (другий Талаївський) найзаможніших поховальних комплексів Центрального Криму.

## Історія дослідження
Досліджений в 1892 р. М. І. Веселовським на лівобережному плато над річкою Салгир, за три кілометри на північний захід від сучасної околиці міста Сімферополь. Група курганів, до якої належала Дорт-Оба, простягнулася за селами Білоглинне та Мирне віддалі відповідно 1-2,7 км.

## Опис поховання
Насип складений з блоків дерену та оточений колом з вапнякових брил. Могилу (2,85 х 2,5 х 4,7 м) було обкладено вертикальними колодами. По кутах і стінах могили були встановлені жердини (діам. 5-6см), що тримали повстяну покрівлю.
Небіжчик – добре озброєний чоловік, лежав в спеціальному поглибленні (0,45м) під північною стінкою могили, головою на захід. Верхню частину одягу було оздоблено 533-ма золотими трикутними та ромбоподібними платівками. Біля голови стояв панцир з залізної луски, біля тазових кісток лежав горит зі стрілами. Горит мав шкіряну основу, прикрашену золотими накладками, три вкривали лицьову частину, а одна кругла — дно. Центральною є прямокутна пластина з зображенням орла, що летить з випущеними пазурями та тримає в дзьобі зайця. Інші пластини прикрашені зображеннями фігури грифона, морди лева, сценою шматування.
Поховання супроводжувалося ще одним сагайдаком зі стрілами та мечем, п'ятьма гераклейськими амфорами, зробленими фабрикантом Аргеєм при магістраті Коасі, на що вказують відповідні штампи на горлах посудин. Амфори визначають дату поховання кінцем 90-х — початком 80-х років 4 ст. до н. е. Золоті речі з кургану зберігаються в Ермітажі (СПб), а частина амфор — в краєзнавчому музеї м. Сімферополь.